# جو (خواننده)
جو (انگلیسی: Joo؛ زادهٔ ۱۱ اکتبر ۱۹۹۰) خواننده، بازیگر، و بازیگر سینما اهل کره جنوبی است.